# Muzeum Sztuki Kolonialnej Świętego Franciszka
Muzeum Sztuki Kolonialnej Świętego Franciszka (hiszp. Museo de Arte Colonial de San Francisco) – muzeum historyczne, kultury i sztuki oraz religijne w Santiago, Chile. 
Misją muzeum jest ochrona dziedzictwa franciszkańskiego i promowanie dialogu między wiarą a kulturą. Znajduje się w nim najważniejsza kolekcja sztuki kolonialnej w kraju, głównie o tematyce religijnej, obejmująca obrazy z XVII i XVIII wieku pochodzące z ważnych szkół sztuki kolonialnej, takich jak szkoła z Quito, które przedstawiają życie założyciela zakonu, św. Franciszka z Asyżu. W kolekcji znajdują się również niezwykle stare rzeźby, wyroby ze złota i srebra, wyroby z żelaza i kute wyroby z żelaza. Na wystawie wyróżnia się medal Nobla otrzymany w 1945 przez Gabrielę Mistral, która przekazała go Chile pod opiekę zakonu franciszkanów, którego była świecką członkinią.

## Kolekcja
Od momentu powstania muzeum prezentuje publiczności najlepszą kolekcję sztuki kolonialnej w Chile, składającą się z niezwykle cennych dzieł, które od wieków należą do franciszkanów i opowiadają o duchowości XVII i XVIII wieku. Wystawa stanowi syntezę andyjskiej sztuki kolonialnej: malarstwa, rzeźby, stolarstwa, rzeźby, kowalstwa artystycznego, złotnictwa, srebrnictwa, tkactwa i meblarstwa.
Najważniejsze obiekty w posiadaniu muzeum:
- Siedem obrazów namalowanych w Cuzco przez Francisco Isidoro de Moncada w połowie XVIII wieku.
- Dziewica z Dzieciątkiem, św. Franciszek i św. Klara (1602), olejny obraz na płótnie autorstwa włoskiego malarza Angelino Medoro (1576-1631).
- Seria o życiu św. Franciszka, 54 obrazów olejnych w formacie poziomym, namalowanych w Cuzco w latach 1668–1684.
- Seria o św. Dydaku z Alkali, 47 obrazów namalowanych w Cuzco przez anonimowego artystę w latach 1705–1715.
- Rzeźby ze szkoły z Quito.
- Drzewo genealogiczne zakonu franciszkanów, złożone z 644 miniaturowych portretów.
- Oryginalny medal i dyplom Nagrody Nobla w dziedzinie literatury, podarowane przez poetkę Gabrielę Mistral narodowi chilijskiemu.

## Historia
Pierwsi franciszkanie przybyli do Chile w 1553 z Peru i osiedlili się w Santiago. Na ziemi podarowanej przez miasto założyli kościół i klasztor pod wezwaniem Matki Bożej Nieustającej Pomocy (hiszp. Nuestra Señora del Socorro). Budowę kościoła rozpoczęto w 1572. Kompleks został uznany za zabytek historyczny w 1951. W 1969 roku powstało Muzeum Sztuki Kolonialnej Świętego Franciszka, mieszczące się na pierwszym piętrze klasztoru. 
Budynek klasztoru był wielokrotnie przebudowywany. Został poważnie uszkodzony przez trzęsienie ziemi w 1985 i musiał zostać wyremontowany. W latach 90. XX wieku zainstalowano oświetlenie w nawie głównej, a w sali z kutymi elementami metalowymi usunięto sufit podwieszany, odsłaniając oryginalną konstrukcję belek.